# Aprilie 2016
Acest articol este generat integral pe baza informațiilor din articolul 2016 și este actualizat periodic de un robot.
 Editările făcute în articol vor fi șterse la următoarea actualizare! Dacă doriți să faceți modificări, editați articolul-sursă.

ianuarie -
februarie -
martie -
aprilie -
mai -
iunie -
iulie -
august -
septembrie -
octombrie -
noiembrie -
decembrie
Aprilie 2016 a fost a patra lună a anului și a început într-o zi de vineri.

## Evenimente

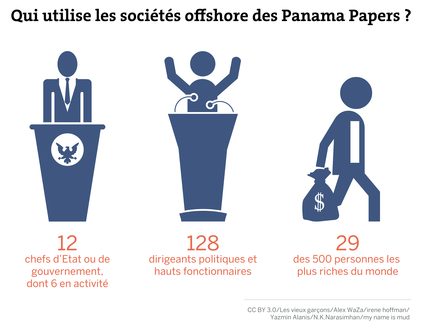
3 aprilie: Dosarele Panama - O scurgere de 11,5 milioane de documente fiscale de la firma de avocatură Mossack Fonseca dezvaluie detalii ale companiilor fantomă utilizate de 12 lideri actuali sau foști din lume.

- 3 aprilie: O scurgere de 11,5 milioane de documente fiscale de la firma de avocatură Mossack Fonseca dezvăluie detalii ale companiilor fantomă utilizate de 12 lideri actuali sau foști din lume, inclusiv președintele Rusiei, Vladimir Putin, ai cărui apropiați ar fi fost implicați cu miliarde de dolari.[1]
- 7 aprilie: Pe fondul scandalului provocat de documentele Panama, o scurgere de documente juridice care dezvăluie informații cu privire la companiile offshore, premierul Islandei, Sigmundur Davíð Gunnlaugsson, demisionează.
- 8 aprilie: Papa Francisc prezintă exhortația apostolică Amoris Laetitia (Bucuria iubirii), un document foarte așteptat pe tema familiei care întinde mâna persoanelor divorțate recăsătorite și recunoaște valoarea anumitor stări de concubinaj, dar fără să se atingă de dogma căsătoriei catolice.[2] Papa afirmă, de asemenea, dreptul la o moarte naturală, fără tratament agresiv, respinge cu fermitate pedeapsa cu moartea și reiterează opoziția Bisericii față de căsătoriile de același sex.[3]
- 10 aprilie: Premierul Ucrainei, Arseni Iațeniuk, și-a anunțat demisia în cadrul unui discurs televizat.
- 10 aprilie: Doi pakistanezi au murit și alți patru au fost răniți, în urma unui cutremur cu magnitudinea de 6,6 grade Richter resimțit în Afganistan, Pakistan și India.
- 16 aprilie: Ecuadorul a fost lovit de un cutremur de mare amploare, cu magnitudinea 7,8 grade Richter. Sunt cel puțin 77 de morți și 600 de răniți, însă bilanțul victimelor ar putea crește pentru că zeci de oameni sunt prinși sub dărâmături.
- 17 aprilie: Echipa feminină de gimnastică artistică a României a ratat calificarea la Jocurile Olimpice de la Rio de Janeiro, după ce a terminat pe locul 7 din 8 participante la turneul preolimpic și este pentru prima oară din anul 1968 când România nu va avea o echipă în concursul olimpic.
- 21 aprilie: Președintele în exercițiu al Ciadului, Idriss Déby, este ales pentru al cincilea mandat, pe fondul acuzațiilor de fraudă.[4]
- 22 aprilie: România este exclusă din concursul Eurovision din acest an de la Stockholm, Suedia, după ce Televiziunea Română (TVR) nu a reușit să achite datoriile restante care datează din 2007 (16,5 milioane de euro).[5]

## Nașteri
Alexander, Duce de Södermanland, prinț suedez, fiul Prințului Carl Philip, Duce de Värmland

## Decese
- 3 aprilie: Cesare Maldini, 84 ani, fotbalist și antrenor italian (n. 1932)
- 5 aprilie: Cornel Patrichi, 72 ani, balerin, coregraf și actor român (n. 1944)
- 7 aprilie: Tiberiu Cunia, 89 ani, lingvist și scriitor de etnie aromână (n. 1926)
- 7 aprilie: Fane Spoitoru, 56 ani, om de afaceri de etnie romă (n. 1959)
- 8 aprilie: Mircea Albulescu (n. Iorgu Constantin V. Albulescu), 81 ani, actor și scriitor român (n. 1934)
- 8 aprilie: Anatol Ciobanu, 81 ani, lingvist din R. Moldova (n. 1934)
- 12 aprilie: Arnold Wesker, 83 ani, dramaturg englez (n. 1932)
- 13 aprilie: Márton Balázs, 86 ani, matematician maghiar (n. 1929)
- 17 aprilie: Doris Roberts, 91 ani, actriță americană de film, teatru și TV (n. 1925)
- 18 aprilie: William Campbell, 75 ani, președintele Consiliului de Administrație și fost CEO al Intuit Inc. SUA (n. 1940)
- 18 aprilie: Aleah Liane Stanbridge, 39 ani, compozitoare și cântăreață sud-africană de muzică rock și heavy metal (n. 1976)
- 19 aprilie: Walter Kohn, 93 ani, chimist american de etnie austriacă, laureat al Premiului Nobel (1998), (n. 1923)
- 20 aprilie: Chyna (n. Joan Marie Laurer), 46 ani, luptătoare profesionistă, culturistă și actriță americană (n. 1969)
- 20 aprilie: Guy Hamilton, 93 ani, regizor britanic (James Bond), (n. 1922)
- 21 aprilie: Valeriu Cotea, 89 ani, oenolog român (n. 1926)
- 21 aprilie: Prince (n. Prince Rogers Nelson), 57 ani, muzician american (n. 1958)
- 25 aprilie: Dumitru Antonescu, 71 ani, fotbalist român (n. 1945)
- 25 aprilie: Nicolae Esinencu, 75 ani, scenarist și scriitor din R. Moldova (n. 1940)
- 25 aprilie: Neculai Rățoi, 77 ani, politician român, primar al municipiului Pașcani (1981-2008), (n. 1939)
- 27 aprilie: Viktor Gavrikov, 58 ani,  jucător de șah (mare maestru) sovietic, ulterior elvețian (n. 1957)
- 29 aprilie: Gianu Bucurescu, 81 ani, general român în cadrul DSS (n. 1934)
- 29 aprilie: Mihai Coșcodan, 75 ani, politician din R. Moldova (n. 1940)
- 30 aprilie: Pilar de Vicente-Gella, 74 ani, scriitoare și balerină spaniolă (n. 1942)
- 30 aprilie: Harold Kroto, 76 ani, chimist britanic, laureat al Premiului Nobel (1996), (n. 1939)